# Shrub
Shrub ist der traditionelle Name für einen essiggesäuerten Fruchtsirup oder Softdrink. Üblicherweise bestand Shrub aus folgenden drei Zutaten: Früchte, Essig, Zucker.
Shrub ist ein altes arabisches Wort und bedeutet „trinken“. Es ist verwandt mit „sharba“, dem arabischen Wort für „Sirup“. In Kochbüchern des 19. Jahrhunderts sind unterschiedliche Herstellungsverfahren beschrieben. Für die Herstellung von Shrub wurden Früchte, typischerweise Himbeeren, über einen längeren Zeitraum in Essig eingelegt. Anschließend wurden die Früchte abgeseiht und der Fruchtessig mit Zucker versetzt. Der Sirup wurde dann mit Wasser verdünnt getrunken.
Shrub bezeichnete in Großbritannien ursprünglich ein stark alkoholisches Getränk bestehend aus dem Saft von Zitrusfrüchten, Zucker und Spirituosen. Von Großbritannien gelangte das Getränk zu dessen damaligen Kolonien und somit auch in die USA. Heute sind verschiedene Rezepte für Shrub in Kochbüchern des 19. Jahrhunderts überliefert. Beispielsweise verwendete Lydia Maria Child das Wort Shrub in ihrem Kochbuch „American Frugal Housewife“ (1832) für ihr nichtalkoholisches Himbeeressiggetränk. Die Abstinenzbewegung machte Himbeershrub und Limonade in den USA zu den bekanntesten  Fruchtgetränken des 19. Jahrhunderts. Als Alternative zu Bier und Spirituosen wurde nun Shrub getrunken. Mit Wasser vermischt erfreute es sich vor allem an heißen Sommertagen großer Beliebtheit. Durch das Herstellungsverfahren und den Einsatz von Essig konnten Früchte noch lange nach der Ernte ohne Kühlung sehr gut konserviert werden. Auch in Deutschland wurden in den 1950er Jahren von der Ernte übriggebliebene Früchte in Essig eingelegt und später zusammen mit Zucker als Limonade getrunken. Die Erfindung des Kühlschranks, das Aufkommen von künstlichen Geschmacksstoffen sowie das Ende der Abstinenzbewegung ließen Shrub fast vollkommen in Vergessenheit geraten.